# Папска држава
Папска држава или Папске земље (итал. Stato della Chiesa) је име историјске италијанске државе која је постојала од 754. до 1870. Службени назив био је Patrimonium Sancti Petri. Град Ватикан је минијатурна држава наследник Папске државе.

## Историја

### Рана историја
Пипин Мали је средином 8. века освојио већи део северне Италије и поклонио простор бившег Равенског егзархата римокатоличком папи Стефану II. Овај историјски акт је познат као Пипинов поклон. Карло Велики је 781. кодификовао и одредио територије на којима Папа има суверенитет. Територија је обухватала Рим и околину, али и Равену, Пентаполис и Војводство Беневенто, Тоскану, Корзику, Ломбардију и још неке градове. Сарадња папства и Каролиншке династије је кулминирала 800. када је Папа Лав III крунисао Карла Великог за првог германског „Цара Римљана“ (Augustus Romanorum). Међутим, у прва три века постојања Папске државе, Папа није имао ефективну контролу над целом државом, нити је било јасно да ли је Папска држава независна у односу на Свето римско царство.
У 10. веку, цар Отон I је склопио уговор са Папом по којем је Папској држави потврђен суверенитет и независност. Ово питање је и даље остало предмет сукоба папства и царства, све до око 1300. када је независност Папе превагнула.
Од 1305. до 1378, Папе су становале у Авињону, у јужној Француској. Папска држава је тада само формално била под њиховом контролом. Град Авињон је био део Папске државе, и остао њен посед све до Француске револуције.

### Папска држава на врхунцу моћи
Током Ренесансе, територија Папске државе се проширила, највише под Папама Александром VI и Јулијем II. Папе су постале једне од најважнијих италијанских световних владара, поред своје улоге у Цркви. У пракси, већином папских поседа су владали месни принчеви. Тек у 16. веку су Папе успоставиле потпуну контролу над својим територијама.
На врхунцу територијалне експанзије, у 18. веку, Папска држава је обухватала већину централне Италије: Лациј, Умбрију, Марку, Равену, Ферару, Болоњу и делове Ромање. Такође је укључивала енклаве у јужној Италији и околину Авињона у Француској.

### Доба револуција
У периодима 1796—1800. и 1808—1814, француска револуционарна армија је претворила Папске поседе у Римску републику, а касније у део Француске.
Италијански национални револуционари су 1849. прогласили Римску републику, док је Папа Пије IX побегао из Рима. Француске трупе Луј Наполеона Бонапарте и Аустрије су поразиле револуционаре и вратиле Папу на власт.

### Уједињење Италије — крај Папске државе
Године 1860, држава ујединитељ Италије — Сардинија, припојила је Болоњу, Ферару, Умбрију, Марку и Беневенто Италији. Ове територије су биле приближно две трећине Папске државе. Под папском контролом је остао регион Лациј у околини Рима. Тако је покренуто Римско питање, т. ј. питање суверенитета над градом Римом.
Папски суверенитет у Риму је штитио француски гарнизон. Овај гарнизон се повукао јула 1870. због избијања Француско-пруског рата. У септембру, Италија је објавила рат Папској држави и освојила Рим 20. септембра. Папа Пије IX се повукао из своје уобичајене резиденције Палате Квиринале у Ватикан и прогласио се заробљеником.
Касније, 1929, Папа Пије XI формално се одрекао поседа Папске државе и потписао Латерански споразум са Италијом, којим је формирана држава Град Ватикан. Ова држава је суверена територија Свете Столице, која је сама по себи субјект међународног права.